# Antonio Muscettola
Antonio Muscettola (Napoli, 25 gennaio 1628 – Molinara, 1679) è stato un poeta marinista italiano.
La prima raccolta delle sue Poesie, con le quali si collegava autorevolmente alla schiera dei barocchisti napoletani, apparve a Napoli nel 1659. Una seconda raccolta in tre parti, Delle poesie, fu stampata a Venezia (1661 e 1669) e a Napoli (postuma, 1691).
Scrisse anche tre tragedie, Belisa, Rosminda (ambo Napoli, 1659) e Rosaura (Napoli, 1677), molto elogiate da Angelico Aprosio.

## Vita e opere
La sua famiglia, originaria di Roma, si era trasferita prima a Ravello e poi a Napoli. Qui nacque, primogenito dei Duchi di Spezzano.
Fece studi soprattutto di filosofia e matematica presso i Gesuiti. In séguito si applicò allo studio del diritto; come giurista avrebbe avuto probabilmente entrature grazie ai cugini, uno dei quali era Consigliere, l'altro Reggente, ma alla carriera forense o istituzionale preferì dedicarsi il più possibile all'attività letteraria.
Passò gli anni della giovinezza a Lucera in Puglia, città della quale il nonno Marc'Antonio Muscettola, duca di Spezzano, era governatore. Qui fondò un'accademia che riuniva bimestralmente i "virtuosi" (cioè i letterati) locali.
La sua produzione giovanile, precedente il 1648, doveva comprendere il romanzo Armidauro, la tragicommedia La Stella (rifacimento di un'opera spagnola), i libretti per musica Armida e Radamisto e componimenti satirici: nulla di questa prima produzione sopravvive, in specie le satire, che l'autore stesso provvide a distruggere.
Tornato a Napoli, prese parte alla vita culturale cittadina, prediligendo gli ambienti di linea tardobarocca. Raccolse i primi componimenti maturi per la stampa in due volumi, le Poesie e la favola drammatica La Rosminda (o Rosmunda), ambo stampati a Napoli per gli eredi del Cavallo,  nel 1659; una ristampa delle liriche vide la luce a Venezia, per Francesco Baba, nel 1661.
Seguirono la tragedia La Belisa (Loano, Gio. Tommaso Rossi, 1664), le Prose (Piacenza, Gio. Bazacchi 1665) e probabilmente l'operina agiografica Vita di s. Barbara. Si sa che nel 1666 aveva in lavorazione una seconda parte delle Poesie e una seconda parte delle Prose, e che stava lavorando ad una tragedia di argomento storico spagnolo, a Il gabinetto delle Muse e ad una Parafrasi de' sette Salmi penitenziali. La seconda parte delle Poesie e Il gabinetto delle Muse furono poi stampati nel 1669 da Zaccaria Conzatti, Venezia.
Il 15 aprile 1660 iniziò una corrispondenza con Angelico Aprosio, che gli si dimostrò particolarmente amico, dedicandogli uno studio nel 1673, nel quale si raccoglievano i loro carteggi; già nel 1664, tuttavia, l'Aprosio aveva dedicato al poeta napoletano l'encomio Le bellezze della Belisa abbozzate da Oldauro Scioppio, Accademico Incognito e Geniale, Lovano, per Gio. Tommaso Rossi. Intrattenne rapporti epistolari anche con Antonio Magliabechi; sopravvivono solo 4 missive. Fu amico di Lorenzo Crasso e Lorenzo Magalotti.
Dovette riprendere l'attività di poeta satirico, dato che nel 1672 circolavano alcuni suoi componimenti di questo genere, manoscritti e destinati ad una circolazione privata, tra amici.
Sotto lo pseudonimo di Costantino Vatelmo stampò nel 1677 la commedia La Rosaura overo l'innamorata scaltra (Napoli, Antonio Bulifon); del 1678 è l'ultima opera, le Epistole familiari (Napoli,  Bulifon).
È verseggiatore chiaro, robusto e corretto, la cui moderata magniloquenza non si associa ad una ricerca metaforico-verbale particolarmente approfondita. Priva di ricercatezze sintattiche, la sua linea risente in minima parte del modello di Giuseppe Battista, al quale può essere accostato per il frequente ricorso alla prosopopea. La sua figura complessivamente, nonostante la presenza nella sua opera di numerosi componimenti di certo valore, appare più opaca rispetto a quella dei migliori tra i barocchisti coevi.